# Andy Timmons
Andy Timmons (nacido el 26 de julio de 1963) es un guitarrista estadounidense que ha tocado en bandas como Danger Danger y Pawn Kings. Ha grabado varios álbumes como solista y ha trabajado como guitarrista de sesión. En esto último destaca su colaboración en CD con una leyenda de la batería como Simon Phillips o un CD en vivo con Olivia Newton-John (Andy ha sido su director musical/guitarrista en varias giras por U.S.), dos internacionalmente aclamados CD por Kip Winger, sesiones de grabación para Paula Abdul, Paul Stanley, y una incontable cantidad de sencillos para radio y televisión. También ha tocado con héroes de la guitarra como Steve Vai y Joe Satriani (como invitado en sus giras G3 en Dallas), Eric Johnson, Steve Morse, Mike Stern, Ace Frehley, Ted Nugent. Paul Gilbert y Pierre Bensusan así como con algunas de sus estrellas favoritas de 1960 cantando con the Beach Boys, Lesley Gore y Gordon Waller.
Andy ha sido constantemente votado como uno de los "20 Guitarristas Favoritos" en la mayoría de revistas de rock japonesas, y también como "Músico del año" cuatro años en la lista del aclamado Dallas Observer Music Awards. También es uno de los más respetados y solicitado representante de la marca Ibanez en sus clases maestras y en giras por el mundo en nombre de la firma.
En Danger Danger, Timmons reemplazó al guitarrista Tony "Bruno" Rey.
Ha publicado dos CD con Favored Nation, siendo el primero That Was Then This Is Now y Resolution lanzado el 2 de mayo de 2006. Resolution fue en realidad tocado y grabado por de Andy Timmons Band con la colaboración de Daane Mike en el bajo y Mitch Marino en la batería.
Según su sitio web, la ciudad natal de Timmons es Evansville aunque actualmente reside en Dallas. Comenzó a tocar la guitarra a la edad de 5 años y sus tres hermanos mayores, que también tocaban la guitarra, influyeron en su interés por el instrumento.

## Marca auspiciadora
Andy Timmons trabajó durante 20 años con la marca Ibanez, marca con la que comercializó varios modelos, especialmente la serie RG. Sin embargo por motivos personales en 2008 dejó la marca provocando la discontinuidad de su signature de Ibanez, el modelo AT300. Sin embargo, aun usa su prototipo AT100, el cual se sigue comercializando por todo el mundo. Andy es un fiel usuario de la marca de amplificadores Mesa Boogie, y actualmente utiliza en su rig de guitarra 2 pares de cabezales de dicha marca: el Mesa Stilleto Deuce y el Mesa Lonestar, siendo este último su favorito. También utiliza pantallas Mesa, especialmente con configuración de altavoces 2 x 12", debido a que para el tienen un mejor sonido. (http://www.fancymusic.com/coleccion/2008/timmons/contenido.htm Archivado el 29 de marzo de 2008 en Wayback Machine.)

## Discografía

### Danger Danger
- Danger Danger (1989)
- Down And Dirty Live
- Screw It! (1991)
- Cockroach

### Pawn Kings
- Andy Timmons and the Pawn Kings (1995)
- Andy Timmons and the Pawn Kings Live (1998)

### Solo
- Ear X-Tacy (1994)
- Ear X-Tacy 2 (1997)
- Orange Swirl (1998)
- The Spoken and the Unspoken (1999)
- Here Comes the Son - An Acoustic Christmas (2006)
- And-Thology 1 & 2 (2001)
- That Was Then, This Is Now (2002)
- Electric Truth (2022)
- Recovery (2025)

### Simon Phillips
- Another Lifetime (1998)
- Out of the Blue (Live, 1999)
- Protocol II (2013)
- Protocol III (2015)

### Andy Timmons Band
- LIVE Resolution (2006)
- Andy Timmons Band Plays Sgt. Pepper (2011) (Tribute Album)
- Theme from a Perfect World (2016)

### Kip Winger
- This Conversation Seems Like a Dream (1996)
- Songs From The Ocean Floor (2000)

### Ted Pearce
- "Big Metuselah: Human Sacrifice" (2000)[1]
- Hallelu Et Adonai: Praise The Lord (2005)